# Пыль
Пыль — мелкие твёрдые частицы органического или минерального происхождения. К пыли относят частицы диаметром более долей микрона и до максимального 0,1 мм. Более крупные частицы переводят материал в разряд песка, который имеет размеры до 5 мм.
Как правило, пыль, поднимаясь в воздухе, заряжается положительно.
Вдыхание даже не токсичной пыли в чрезмерно большом количестве вызывает развитие неизлечимых и необратимых заболеваний — пневмокониозов (силикоз, антракоз и др.). Для защиты от пыли могут использоваться разные средства коллективной защиты, и гораздо менее эффективные средства индивидуальной защиты органов дыхания.

## Домашняя пыль
В домашней пыли могут поселиться так называемые клещи домашней пыли, являющиеся сапротрофами.
Несмотря на близость к человеку, сам по себе сапротроф практически безопасен — он не портит продукты и не переносит инфекционные заболевания, как это делают, например, мыши, крысы, мухи и тараканы. Также клещи не разносят яйца паразитов (в отличие от тараканов и муравьёв). Однако продукты жизнедеятельности клещей домашней пыли являются наиболее частой причиной возникновения аллергии и одной из наиболее частых причин возникновения астмы.
В плотно запертой с закрытыми окнами квартире за две недели оседает порядка 12 тысяч пылевых частиц на 1 квадратный сантиметр пола и горизонтальной поверхности мебели. В этой пыли содержится 35 % минеральных частиц, 12 % текстильных и бумажных волокон, 19 % чешуек кожи, 7 % цветочной пыльцы, 3 % частиц сажи и дыма. Оставшиеся 24 % неустановленного происхождения, космическая пыль. В ходе компьютерного моделирования учёные из Университета Аризоны обнаружили, что в местах исследования большая часть пыли попадает в жилище человека вместе c воздухом, а не из-за грязной обуви, одежды и т. д.

## Взрывы пыли
Объёмные взрывы пыли (пылевоздушных смесей — аэрозолей) представляют одну из основных опасностей химических производств и происходят в ограниченных пространствах (в помещениях зданий, внутри различного оборудования, в горной промышленности добыча угля, его транспортировка и переработка сопровождаются образованием и поступлением в воздушную среду значительных объёмов твёрдых частиц, в том числе угольной пыли и тогда наиболее распространённой технологией борьбы с угольной пылью в воздухе является гидрообеспыливание). Возможны взрывы пыли в мукомольном производстве, на зерновых элеваторах (мучная пыль) при её взаимодействии с красителями, серой, сахаром с другими порошкообразными пищевыми продуктами, а также при производстве пластмасс, лекарственных препаратов, на установках дробления топлива (угольной пыли), в текстильном производстве.

## Влияние пыли на здоровье работников
Несовершенство технологических процессов, или недостаточное внимание к вопросам охраны труда, часто приводят к тому, что при добыче, получении, переработке, обработке и использовании различных материалов, и производстве, эксплуатации и утилизации изделий, воздух рабочей зоны загрязняется различными видами пыли, которые могут создавать опасность для жизни и/или здоровья работника.
Вредное для здоровья действие пыли может объясняться каким-то из её свойств (или их сочетанием):
- Радиоактивность. Нахождение источника излучения в непосредственной близости от тканей, (в органах дыхания, на коже и др.), длительное время (например — в лёгких) делает даже «мало»-радиоактивную пыль опасной.
- Токсичность. При добыче, а особенно при обогащении и переработке минеральных полезных ископаемых воздух может загрязняться различными ядовитыми веществами.
- Фиброгенность (способность увеличивать количество белка в соединительной ткани лёгких[11]). При попадании в лёгкие и бронхи совершенно не ядовитой, но нерастворимой пыли, в слишком большом количестве, организм не справляется с её удалением, и (при накоплении достаточно большой дозы) возникает опасность развития необратимых и неизлечимых профессиональных заболеваний — пневмокониозов (силикоз, антракоз, сидероз, асбестоз, и других).

За период трудового стажа в органы дыхания шахтёра или другого работника могут поступать (суммарно) килограммы пыли; но при вскрытиях масса пыли (вызвавшей силикоз и другие пневмокониозы) в десятки раз меньше. Это объясняется тем, что большая часть пыли удаляется из организма за счёт его собственного механизма «самоочистки». Поэтому, если не удалось снизить концентрацию пыли до безопасного уровня ПДКр.з. с помощью эффективных средств коллективной защиты (изменение технологии, герметизация оборудования, вентиляция, автоматизация, дистанционное управление, изолированные кабины и др.), становится исключительно важно сохранять и поддерживать эту способность (профилактика простуд, фотарии, ингаляции и др.) всеми доступными способами, проводить высококачественные предварительные медицинские осмотры (для предотвращения направления на вредную работу людей с ослабленным здоровьем), и периодические медосмотры (для выявления развития профзаболеваний на самых ранних стадиях, когда здоровье работника ещё можно сберечь, переведя на менее пыльную работу, и проведя адекватное лечение). Широко используемая флюорография, однако она не позволяет обнаружить начальные стадии заболевания (пример — в одной из последних публикаций: анализ лёгочной ткани у 50 погибших горнорабочих выявил начальные стадии заболевания у всех; минимальный «вредный» стаж в группе был полгода; а по результатам медосмотров все считались здоровыми).
В России получило широкое распространение использование малоэффективных средств индивидуальной защиты, который также являются товаром, продаваемым на рынке. Отчасти это вызвано нехваткой средств у работодателей на улучшение условий труда, отчасти невысоким уровнем их ответственности за повреждение здоровья работников, и отчасти тем, что в России ведётся долгосрочная государственная поддержка увеличения объёма продаж СИЗ.

## Атмосферная пыль
Атмосферная пыль (атмосферный аэрозоль) может быть естественного и искусственного происхождения. Естественная атмосферная пыль образуется под действием природных сил: с неба осаждается космическая пыль, ветер поднимает пыль от почвы и разносит выбрасываемую растениями пыльцу, вулканы извергают пепел и т. д. В море встречается особый вид пыли из кристаллов соли из высохших водяных брызг. Искусственная атмосферная пыль образуется в результате хозяйственной деятельности человека: сжигание твёрдых видов топлива, горнорудное и угледобывающее производство, производство стройматериалов, металлургия и т. п.

## Влияние пыли на климат
Количество пыли в атмосфере оказывает влияние на климат. Частицы пыли поглощают часть солнечной радиации, а также участвуют в формировании облаков, являясь ядрами конденсации. Запылённость атмосферы влияет на способность Земли отражать свет Солнца, уменьшая количество излучения, достигающего Земли, что приводит к похолоданию климата; а пыль, оседающая на поверхности ледников, активно поглощает солнечную энергию, способствуя их таянию, что также приводит к климатическим изменениям.

## Пыль в культуре
- В Иране распространено арабское имя Абутураб, что в переводе означает «отец пыли».

## Фильмография
- «Большой скачок. Пыль» — научно-популярный фильм, снятый в 2012 году.
- Пыль — это кожа? Veritasium, перевод Vert Dider (18 августа 2020).